# 132
Năm 132 là một năm trong lịch Julius. 